# Línea de alta velocidad Milán-Bolonia

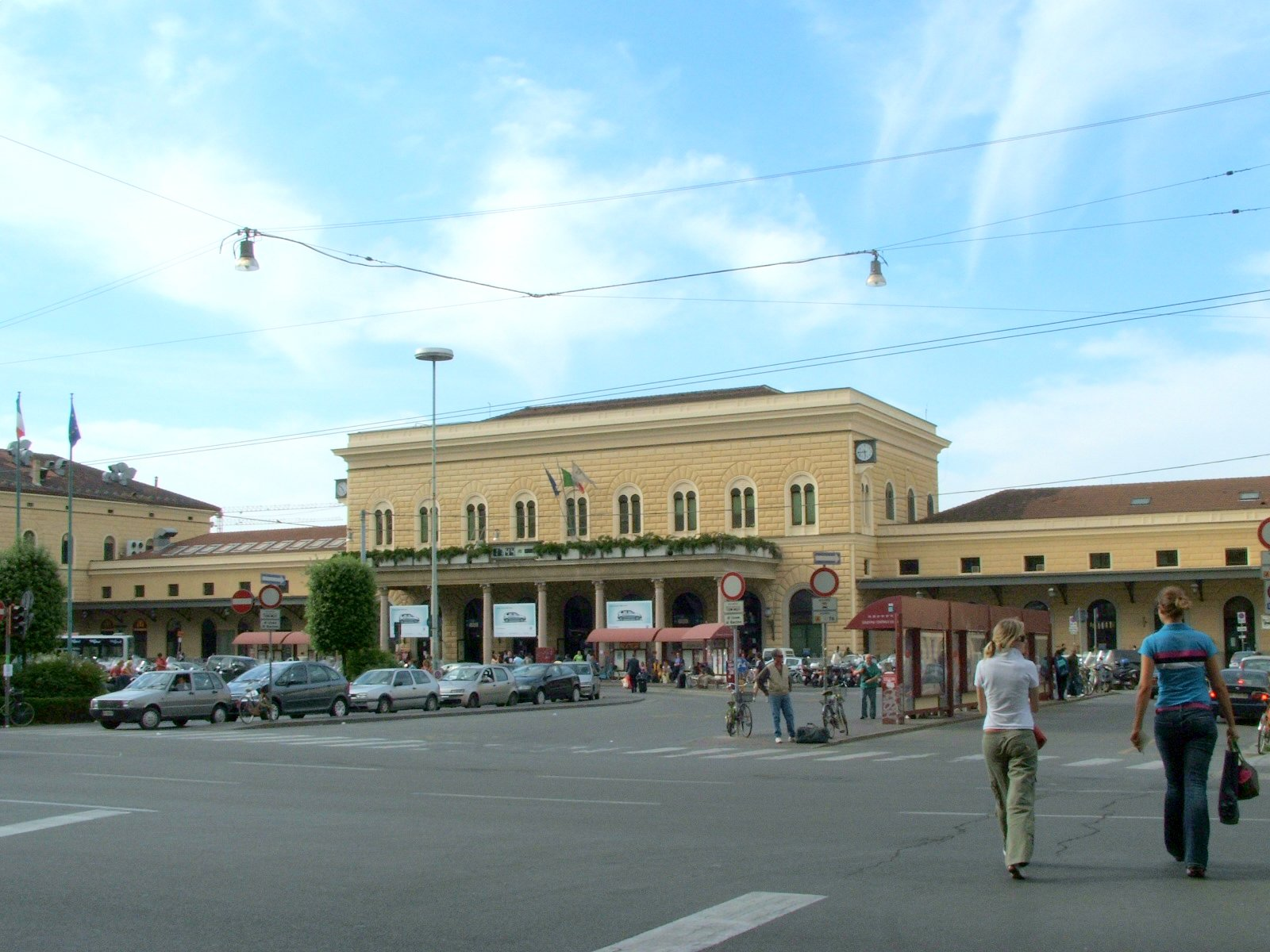
Estación de Bolonia-Central (Bologna Centrale en italiano).

La LAV Milán-Bolonia (Ferrovia ad alta velocità Milano-Bologna en italiano) es una línea de alta velocidad de la red de ferroviaria italiana cuya apertura al tráfico comercial se produjo el 14 de diciembre de 2008.
La línea tiene una longitud total de 182 km y tiene una sola estación intermedia llamada Stazione di Reggio Emilia Mediopadana situada a 4 km al norte de la ciudad de Reggio Emilia y cuyo diseño fue realizado por el arquitecto español Santiago Calatrava. Forma parte del Corredor número 1 (Berlín-Palermo) de la Red Transeuropea de Transportes.

## Ruta
Para evitar nuevos cortes en las tierras agrícolas y reducir al mínimo el impacto de la infraestructura, el trazado elegido para la línea de alta velocidad discurre tanto como es posible paralelo a la Autostrada A1 (aproximadamente 130 km) y a la actual línea ferroviaria (aproximadamente 10 km). La ruta varía solo cuando las limitaciones de espacio hacen imposible ubicarla junto a la A1 o a la vieja línea ferroviaria (por ejemplo en el cruce del río Po, en las interconexiones, donde existen estaciones de servicio en la autopista o donde se presentan situaciones complejas por la existencia de viviendas e industrias).
El 87% de la nueva línea se desarrolla en terraplenes, el 11% sobre viaductos y el 2% en túneles artificiales.
Para la integración con la línea existente se construyeron ocho interconexiones que garantizan un intercambio funcional entre las dos. Las interconexiones se encuentran en Melegnano (cerca de Milán), Piacenza (dos interconexiones: occidental y oriental), Fidenza, Parma, Módena (dos interconexiones: occidental y oriental) y Lavino.
Las interconexiones de Piacenza permiten el acceso a la LAV del tráfico de mercancías procedentes de la cuenca sur del Piamonte, las Fidenza y Parma permiten hacer frente al tráfico procedente de los puertos del Tirreno y las de Módena permiten el uso de la nueva línea para el transporte de mercancías a la zona de Reggio-Módena.

## Nodo ferroviario de Bolonia
En mayo de 1997 se aprobó el proyecto para la interconexión de San Ruffillo. Posteriormente, 17 de julio de 1997, concluyó positivamente la Conferencia de Servicio iniciada el 6 de mayo de 1997 por la cual se suscribieron los acuerdo que definen el modo y el tiempo de realización de las obras para potenciar el nodo ferroviario de Bolonia y la infraestructura ferroviaria pasante para las líneas de alta velocidad.
Las obras más significativas son:
- El tramo urbano de alta velocidad se desarrolla en un 60% en túnel.
- La línea urbana se conecta a las líneas clásicas y a las LAVs en Lavino (LAV y línea clásica a Milán) y en San Ruffillo (LAV y línea clásica a Florencia). Posteriormente se conectará también a las líneas a Verona y a Padua.
- Se construyó una nueva estación subterránea para trenes veloces junto a la actual estación de Bolonia Central.
- Para mejorar el Servicio ferroviario metropolitano se construirán 13 nuevas estaciones en la zona metropolitana de Bolonia sobre las líneas existentes.
- Se eliminarán todos los pasos a nivel en la zona del nodo de Bolonia.

## Nueva estación AV de Bolonia

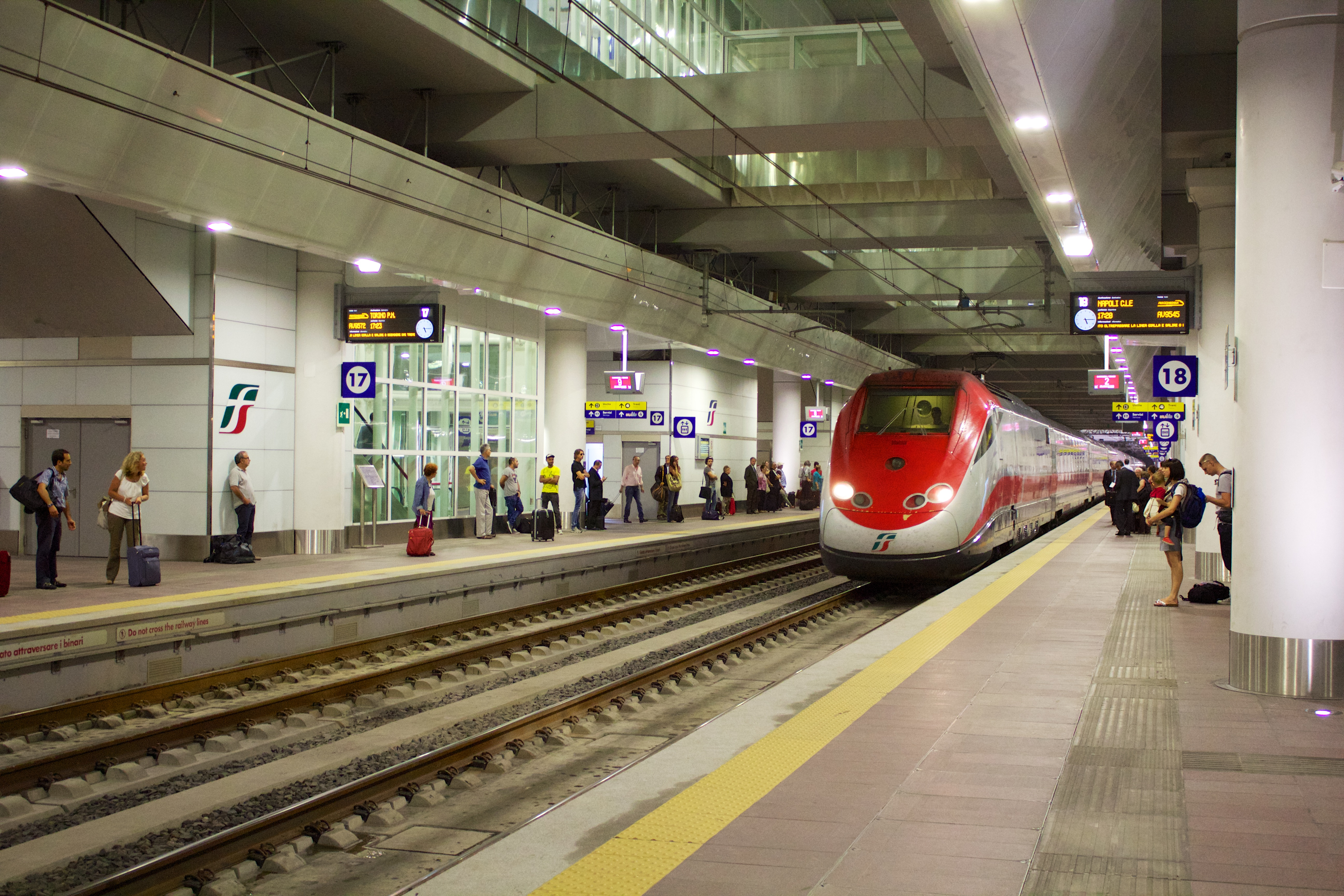
Estación de Bolonia-Central AV

Una nueva estación Bolonia Central se construyó a 23 m bajo la superficie justo por debajo del Piazzale de la actual estación y comunicada con esta. La obra se complementó con dos túneles ferroviarios que la comunican con las líneas hacia el norte y hacia el sur de la ciudad. Esta nueva estación está reservada solo a trenes de mediano y largo recorrido. Fue construida en un gran vano subterráneo de aproximadamente 640 m de largo y 40 m de ancho. Tiene tres niveles, correspondiendo el más profundo para los andenes. La nueva estación tendrá acceso desde las calles Fioravanti, De' Carracci y Pietramellara.
En una primera etapa los túneles de acceso a la estación fueron habilitados al uso comercial desde 2012 pero los trenes no se detenían y solo eran usados por trenes sin parada. Finalmente la estación subterránea fue abierta el uso de pasajeros el 9 de junio de 2013.